# Пинкава, Иван (скрипач)
Иван Пинкава (хорв. Ivan Pinkava; 16 февраля 1912, Шопрон — 9 сентября 1986, Загреб) — хорватский скрипач и музыкальный педагог.
Был концертмейстером в оперном оркестре Хорватского национального театра в Загребе и в камерном оркестре «Загребские солисты». В 1939—1973 гг. профессор Загребской музыкальной академии, продолжатель педагогической традиции Вацлава Хумла. Среди учеников Пинкавы, в частности, Златко Балия.